# Kloster Lützel
Das Kloster Lützel (französisch Abbaye de Lucelle) war eine Abtei der Zisterzienser. Es wurde 1123 oder 1124 gestiftet und 1792 aufgehoben. Das ehemalige Klostergelände liegt heute in Frankreich, in der Gemeinde Lucelle im äussersten Süden des Elsass, direkt an der Grenze zur Schweiz; ein kleinerer Teil des Geländes mit Nebengebäuden gehörte bis 1757 zum Fürstbistum Basel. Der Standort der Abtei liegt im Norden des Juragebirges, im Tal der Lützel, hart an der Wasserscheide zwischen Rhein und Rhône. Es ist nicht zu verwechseln mit dem nahe gelegenen Kloster der Zisterzienserinnen in Kleinlützel (Klösterli).

## Name
Der Name geht auf das althochdeutsche Adjektiv luz(z)il – „klein“ zurück, mittelhochdeutsch lützel (vgl. niederdt. lütt und englisch little). Der Abt Bernardin Buchinger führte den Namen auf die lateinischen Wörter lucis und cella zurück, mit der Bedeutung Kloster des Lichts, diese Interpretation hat sich nicht durchgesetzt.
Der Klostername stammt vom Namen des vergleichsweise kleinen Flusses, an dem Lützel gestiftet wurde. Folgende Namensversionen werden bezüglich der Abtei unter anderem genannt: Lucela (1136), Lucelan (1194), Lucelach (1236), Lutzela (1258), Lùtzel (1316), Lucellain (1670), Lucelant (17. Jh.), Luciscella (17. Jh., frei erfunden, bedeutet «Zelle des Lichts»). Zur Unterscheidung vom nahegelegenen Kleinlützel findet sich in manchen Quellen der Ausdruck Grosslützel.

## Nachbargemeinden
Heute grenzen die Gemarkungen folgender Gemeinden an das ehemalige Klosterterritorium:
- in der Schweiz: La Baroche (Altgemeinden Charmoille JU und Pleujouse), Bourrignon, Pleigne, Movelier (Pleigne und Movelier bildeten zu Klosterzeiten eine Gemeinde), Ederswiler und Roggenburg BL
- in Frankreich: Kiffis, Ligsdorf, Winkel und Oberlarg.

## Geographie

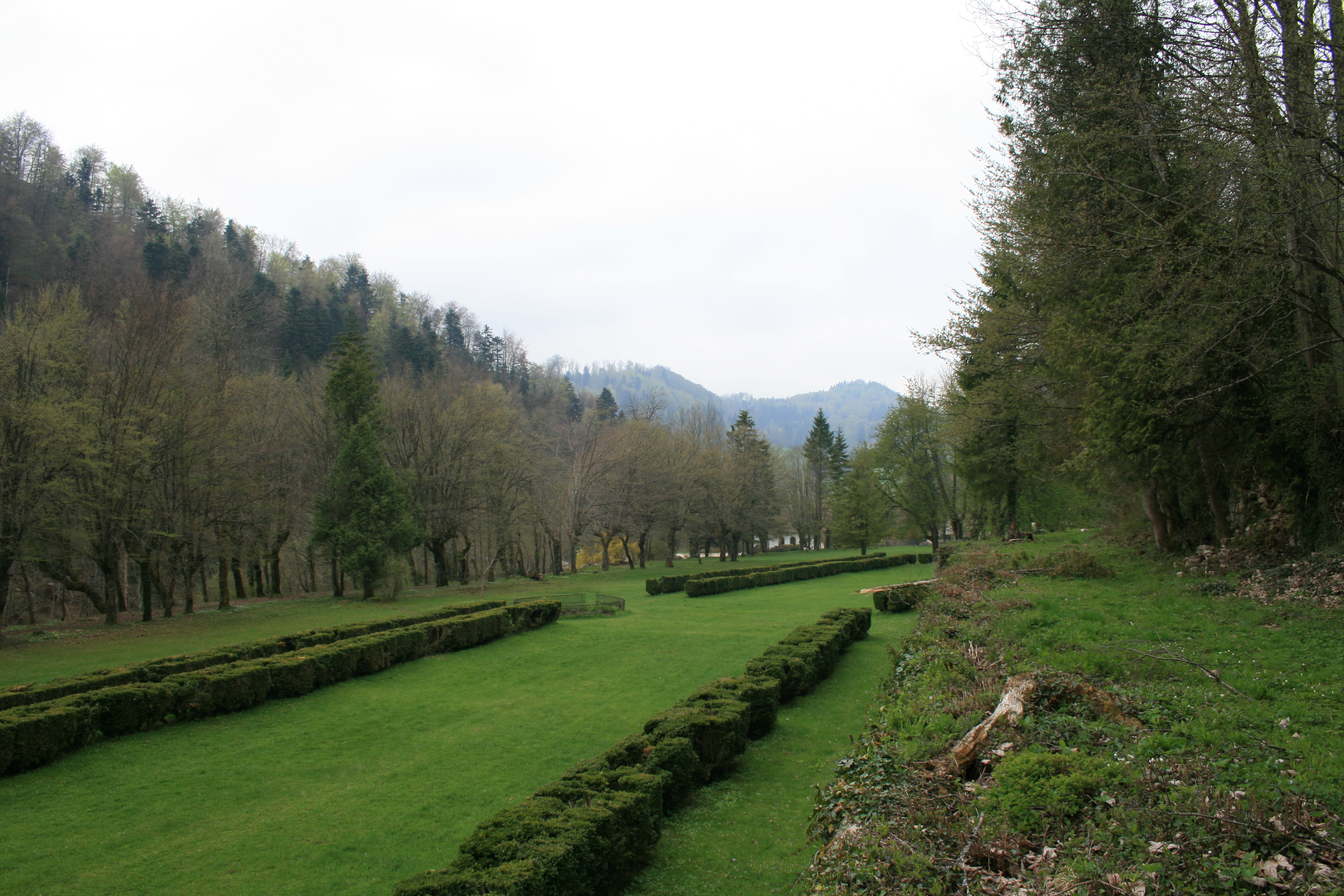
Der durch Hecken angezeigte frühere Standort von Gebäuden des Klosters Lützel

Lützel befindet sich im Faltenjura, einer gebirgigen Abfolge von Mulden (Synklinalen) und Satteln bzw. Ketten (Antiklinalen). Lützel liegt auf dem Talboden eines schwach erodierten Synklinale-Tals auf etwa 600 Höhenmeter. Die Lützeler Synklinale wird von der Lützel durchflossen. Direkt nördlich dieser Synklinale verläuft die Antiklinale der Glaserberg-Kette, der nördlich des Lützeltals liegende Glaserberg selbst erreicht bis zu 816 m. Die nächste Hauptantiklinale im Süden liegt mit der Les Rangiers-Kette (bis zu 995 m) etwas entfernter und begrenzt die Synklinale des Beckens von Delémont.
Von Westen her rücken die jüngeren Täler der Ajoie, des Rhône-Systems, ganz nah an Lützel und das ältere Lützeltal heran. Direkt bei Lützel, noch vor Scholis, liegt an der Strasse nach Charmoille und Winkel die etwa 50 Meter höher gelegene Passhöhe (648 m), über die die Wasserscheide zwischen Rhein und Rhône zieht, etwa 2,5 Kilometer weiter nördlich liegt die Pass nach Winkel (707 m), über den die Wasserscheide zur Ill verläuft. Direkt nördlich des Glaserbergs liegen die Quellen von Ill und Larg, die Quellen der Lützel liegen südlich, um Bourrignon.
Das Abteigelände befindet sich in einer kleinen Talweitung, die sich zwischen einer Klus im Süden und dem wieder enger werdenden Tal im Osten erstreckt. Hier schwenkt die Lützel von Nord nach Ost. Zu allen Seiten hin erstrecken sich Hänge, die zum Zeitpunkt der Klostergründung bis weit auf die nord- und südöstlichen Hochflächen hinauf bewaldet waren.
Man kann in der Lützeler Region also vier Landschaften voneinander abgrenzen:
- das Lützeltal zwischen Bourrignon über Lützel nach Laufen
- im Süden und Südosten das Bergland zwischen Lützeltal und Les-Rangiers-Kette, mit Nachbargemeinden wie Bourrignon, Pleigne und Ederswiler
- im Norden und Nordwesten die Glaserberg-Kette mit ihrem Umland, mit Nachbargemeinden wie Winkel, Oberlarg und Kiffis
- im Westen die östliche Ajoie mit den Altgemeinden Charmoille und Pleujouse

Das Klima Lützels ist sehr rau. Es ist gekennzeichnet durch hohen Niederschlag, überdurchschnittlich viele Schneetage, häufige Gewitter und Herbstfröste. Die umgebenden Ebenen sind trocken (Kalkstein) und windreich.

## Geschichte
Hauptartikel: Geschichte des Klosters Lützel, dort auch die Belege zu den hier aufgeführten Angaben

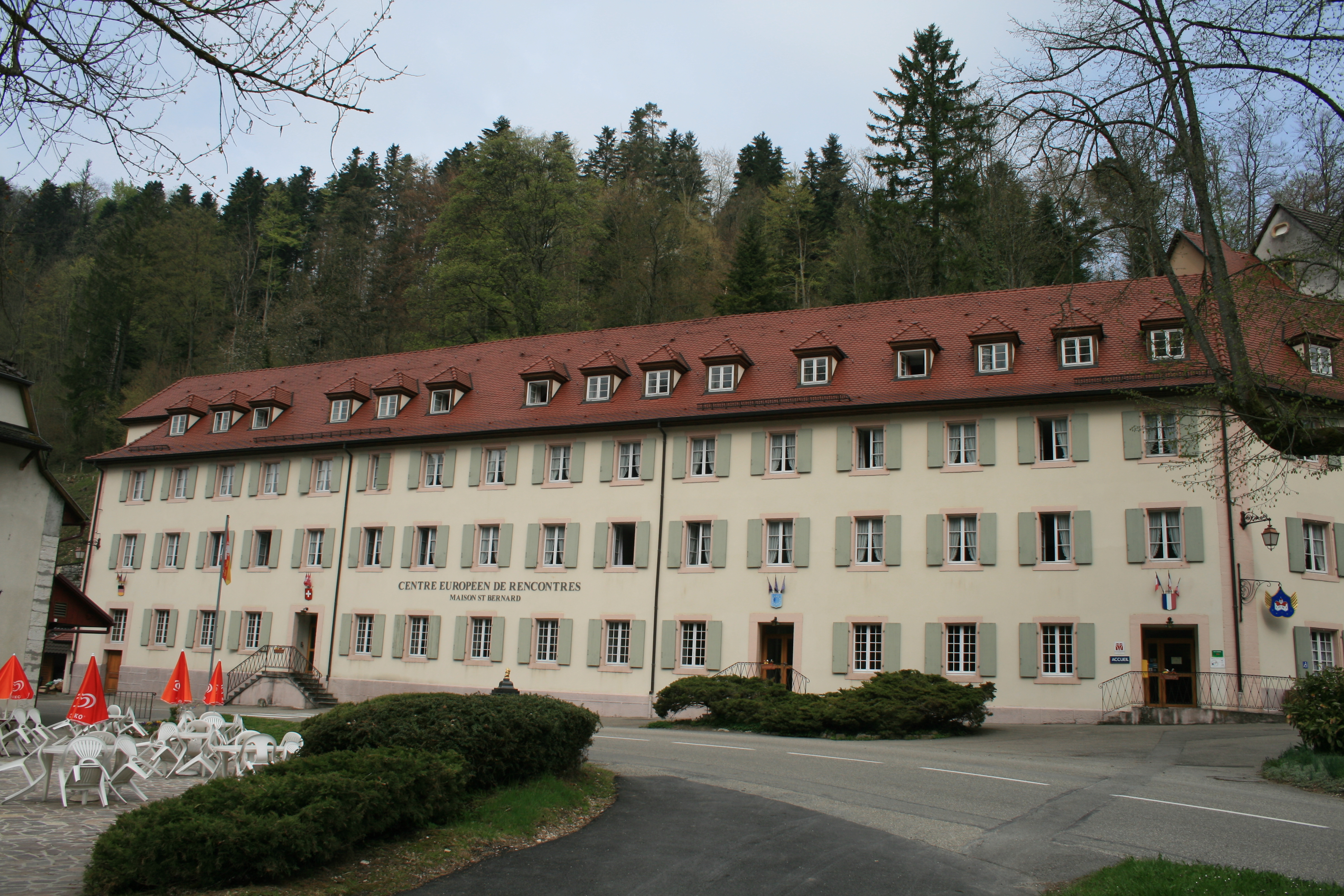
Erhaltenes Klostergebäude auf französischer Seite (eventuell das ehemalige Fremdenhaus), heute «Centre Europeen de Rencontres Lucelle» (CERL)

Im 12. Jahrhundert erhielten die aus der Freigrafschaft Burgund stammenden Grafen von Montfaucon (Falkenberg) Land in der Gegend des späteren Lützel und nahmen es vom Bistum Basel zu Lehen. 1124 stifteten die Grafenbrüder Hugues, Amadée und Richard von Montfaucon das Kloster Lützel. Richard von Montfaucon hatte 1119 durch Stiftungen bereits an der Gründung des Zisterzienserklosters Bellevaux in der Franche-Comté mitgewirkt. Von dort kamen der erste Abt und die ersten Mönche, so dass Lützel zum ersten Tochterkloster von Bellevaux wurde, das wiederum von Morimond abstammte, einer der vier Primarabteien des Ordens. Lützel befand sich zur Zeit der Gründung im Einflussbereich der Grafschaft Pfirt, in der es eine relative Selbstständigkeit genoss.
Lützel gründete sieben weitere Zisterzienserklöster. Die Filiationen erfolgten alle im 12. Jahrhundert und liegen meist im westoberdeutschen Raum. Die ersten sechs Filiationen erfolgten innerhalb kurzer Zeit zwischen 1128 und 1138, die siebte und letzte 1195 (siehe Kapitel Filiationen).
Sowohl im 12. als auch den nachfolgenden Jahrhunderten erfolgte der Ausbau und die Sicherung von zahlreichen Rechten und Besitzungen (Herrschaftsrechte, Güter, Nutzungsrechte, Pfarreien, Nonnenkonvente) sowohl im unmittelbar umgebenden Territorium als auch in anderen Orten (vgl. Kapitel Rechte und Besitzungen). Dieser Prozess war begleitet von Konflikten mit konkurrierenden Gemeinden und Adelsherrschaften. Der Besitz wurde in Grangien gegliedert und unter anderem von Prioraten aus verwaltet. In der Umgebung von Lützel erfolgte der Aufbau eines eigenen Territoriums, in dem einige Höfe gegründet wurden (Scholis, Oberlümschwiler, Courtine de Lucelle / Pleenhof u. a.).
Zwischen 1270 und 1278 fielen die Ajoie (Vogtei Porrentruy) und der bis dahin pfirtische Sornegau (Herrschaft Delémont) an das Fürstbistum Basel, dabei erfolgte vielleicht 1271 die Festlegung der Lützel als Grenzfluss zwischen dem Fürstbistum Basel (Herrschaft Delémont) im Süden und der Grafschaft Pfirt im Norden. Damit erfolgte die Zerschneidung nicht nur des umgebenden Klosterterritoriums, sondern sogar des befestigten Klosterbezirks selbst in zwei Teile. Die klösterlichen Hauptgebäude kamen jedoch geschlossen im Pfirtischen zu liegen. 1324 fiel Pfirt an Habsburg und Lützel wurde damit landsässiges Kloster Vorderösterreichs.

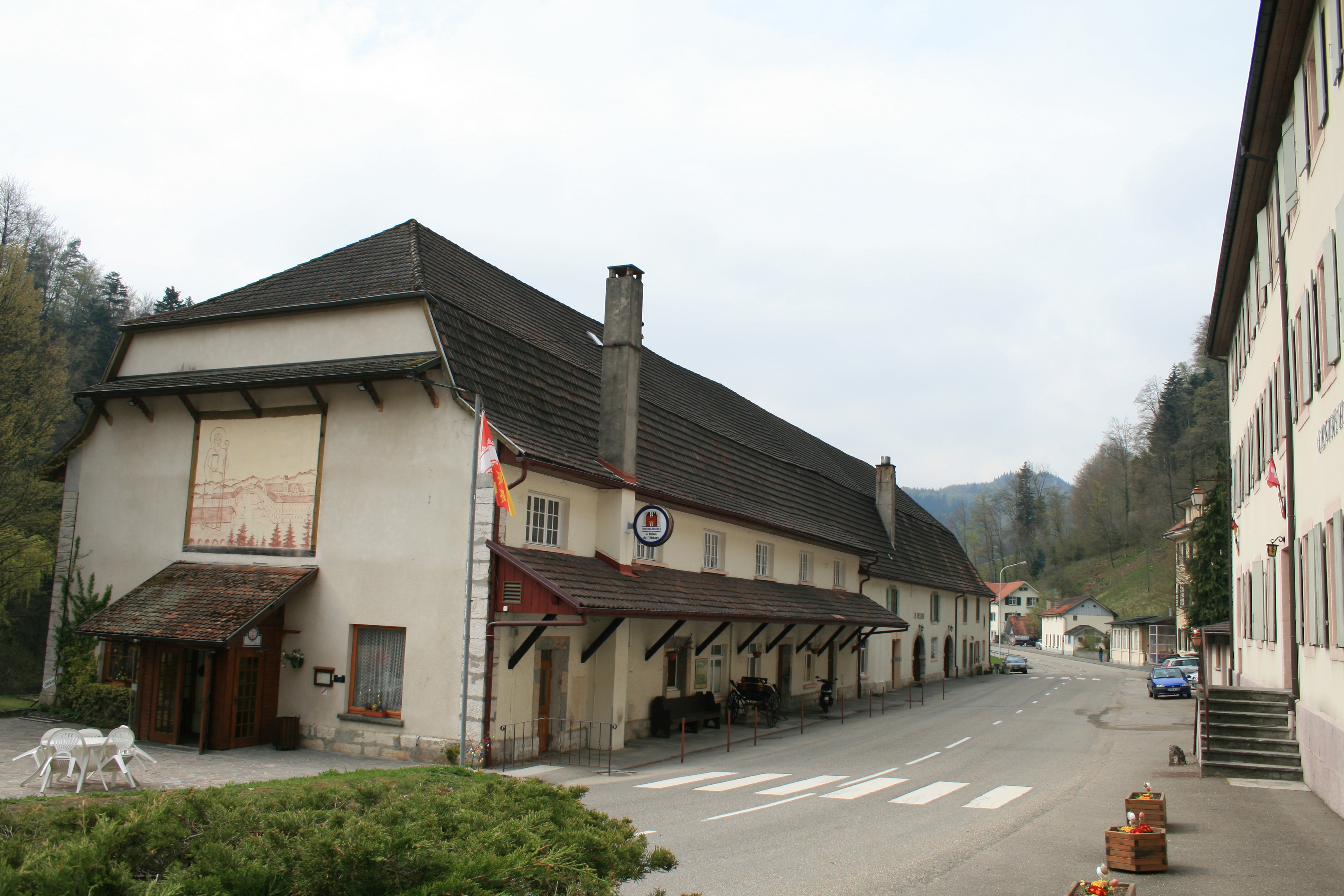
Ehemaliges Klostergebäude auf französischer Seite (eventuell die ehemalige Kellerei)

1526 erwarb das Kloster das benachbarte Territorium Löwenburg und verdoppelte damit sein unmittelbares Herrschaftsgebiet. Im Streit mit dem Fürstbistum um landesherrliche Rechte im Territorium Löwenburg konnte sich der Bischof durchsetzen. Die beginnende Frühindustrialisierung brachte Eisenverhüttung und Köhlerei in das kleine Klosterterritorium.
1624 erfolgte der Beitritt Lützels zur mitbegründeten Oberdeutschen Zisterzienserkongregation. Als Folge des Dreissigjährigen Krieges war Lützel 1632–1657 verlassen. Löwenburg lag im Gegensatz zum Abteigelände im eidgenössischen Hilfskreis (das Fürstbistum war Zugewandter Ort der Eidgenossenschaft) und bildete daher einen wichtigen Zufluchtsort.
1648 fielen die habsburgischen Gebiete des Elsass an Frankreich, Lützel wurde damit königlich-französische Abtei. 1681 wurde festgestellt, dass die Lützel auch im Löwenburger Teilterritorium Grenze zwischen dem Fürstbistum und Frankreich sein solle. Nach dem Grossbrand von 1699 wurde von 1703 bis 1730 eine neue Abtei gebaut und die stehengebliebene gotische Abteikirche barockisiert.
Im 17. und 18. Jahrhundert wurden wieder Rodungen durchgeführt und mehrere neue Höfe und Mühlen gegründet: die Mühle Baderschwiler (Bavelier), der Hof Hinterschloss (Derrie-le-Tchété), die Mühle St. Peter (Moulin Neuf, Neumühle), der Hof Breitkopf (Gross-Kohlberg) sowie die drei heute verschwundenen Höfe Scharzhof, Neuneich und Junker-Hanskopf (Graben). Ausserdem folgten neue Manufakturen, nämlich Glashütten, Eisenhütten, eine Giesserei, eine Ziegelei und eine Gerberei.
Nach der Annäherung zwischen dem Fürstbistum und Frankreich wurde die Grenze zwischen beiden Staaten 1757 im Bereich des befestigten Klosterbezirks vom Lützelfluss auf die Klostermauern verlegt. Der Klosterbezirk lag nun ganz in Frankreich.
Nach Beginn der Französischen Revolution wurden die Besitztümer der Abtei Lützel 1789 beschlagnahmt und zu nationalem Eigentum erklärt, 1791 verkauft. Die Klostergemeinschaft und das Klosterleben bestanden fort, jedoch stark beeinträchtigt. Im Herbst 1792 wurde das Kloster geschlossen, und am 2. Oktober 1792 wurden der Abt und die letzten Mönche aus Lützel verwiesen.
Noch im selben Monat begann die Versteigerung der beweglichen Gegenstände. 1801 wurden die Klostergebäude verkauft. Die Kirche und andere Gebäude wurden abgetragen, aus ihren Steinen wurden vor Ort Fabriken errichtet. Der französische Nordteil des Klosterterritoriums wurde Gebiet der neuen Gemeinde Lucelle, der 1815 zur Schweiz gekommene Südteil wurde auf die Gemeinden Pleigne, Bourrignon und Charmoille JU verteilt.
Die Gemeinde Lucelle war bis etwa 1860 ein wichtiger Lieferant von Eisen für die französische Waffenproduktion. 1883 wurden die letzten verbliebenen Produktionsstätten geschlossen, später abgetragen. Holzhandel, und Beherbergungswesen begannen zu dominieren. 1896 erfolgte auf Schweizer Seite ein Hotelbau. Die verbliebenen Klostergebäude zerfielen.
1936 liessen sich im Hotel der Schweizer Seite Nonnen aus St. Katharina in Basel nieder, die das Gebäude als Schule nutzten und 1955 in eine Familienpension umwandelten. Auf französischer Seite begann die Mülhauser Gesellschaft «Jeunesse et Famille» 1960 mit Restaurierungsarbeiten, in deren Rahmen auch archäologische Massnahmen erfolgten. 1961 eröffnete sie ein Familienheim und ein Ferienzentrum (heute «Centre Europeen de Rencontres Lucelle», kurz «CERL»).

## Filiationen
Von Lützel gingen die Gründungen (Filiation) von sieben Zisterzienserklöstern aus. Sie erfolgten alle im 12. Jahrhundert, die ersten sechs Filiationen erfolgten zwischen 1128 und 1138, die siebte und letzte 1194 (St. Urban). Ausser zwei Ausnahmen liegen alle Filiationen im westoberdeutschen (alemannisch-schwäbischen) Raum. Diese beiden Ausnahmen liegen im nahen französischsprachigen Raum: Pairis befindet sich in einem bereits traditionell romanischen Gebiet des Elsass in den Vogesen, Lieu-Croissant liegt in der Franche-Comté. Jeweils zwei Tochterabteien befinden sich heute im Elsass und in der Schweiz, jeweils eine in Bayern, in der Franche-Comté und in Baden.
| Gründungsdatum      | Tochterkloster         | Lage               | Bemerkungen                                              |
| ------------------- | ---------------------- | ------------------ | -------------------------------------------------------- |
| 1131                | Kloster Neubourg       | Elsass             |                                                          |
| 1131/1138           | Kloster Frienisberg    | Schweiz            |                                                          |
| 1133                | Kloster Kaisheim       | Bayerisch Schwaben |                                                          |
| 1134                | Kloster Lieu-Croissant | Franche-Comté      |                                                          |
| 1134/1137 oder 1138 | Kloster Salem          | Baden-Württemberg  |                                                          |
| 1138                | Kloster Pairis         | Elsass             | Wurde Anfang des 17. Jahrhunderts von Lützel übernommen. |
| 1194                | Kloster St. Urban      | Schweiz            |                                                          |

## Mönche und Äbte

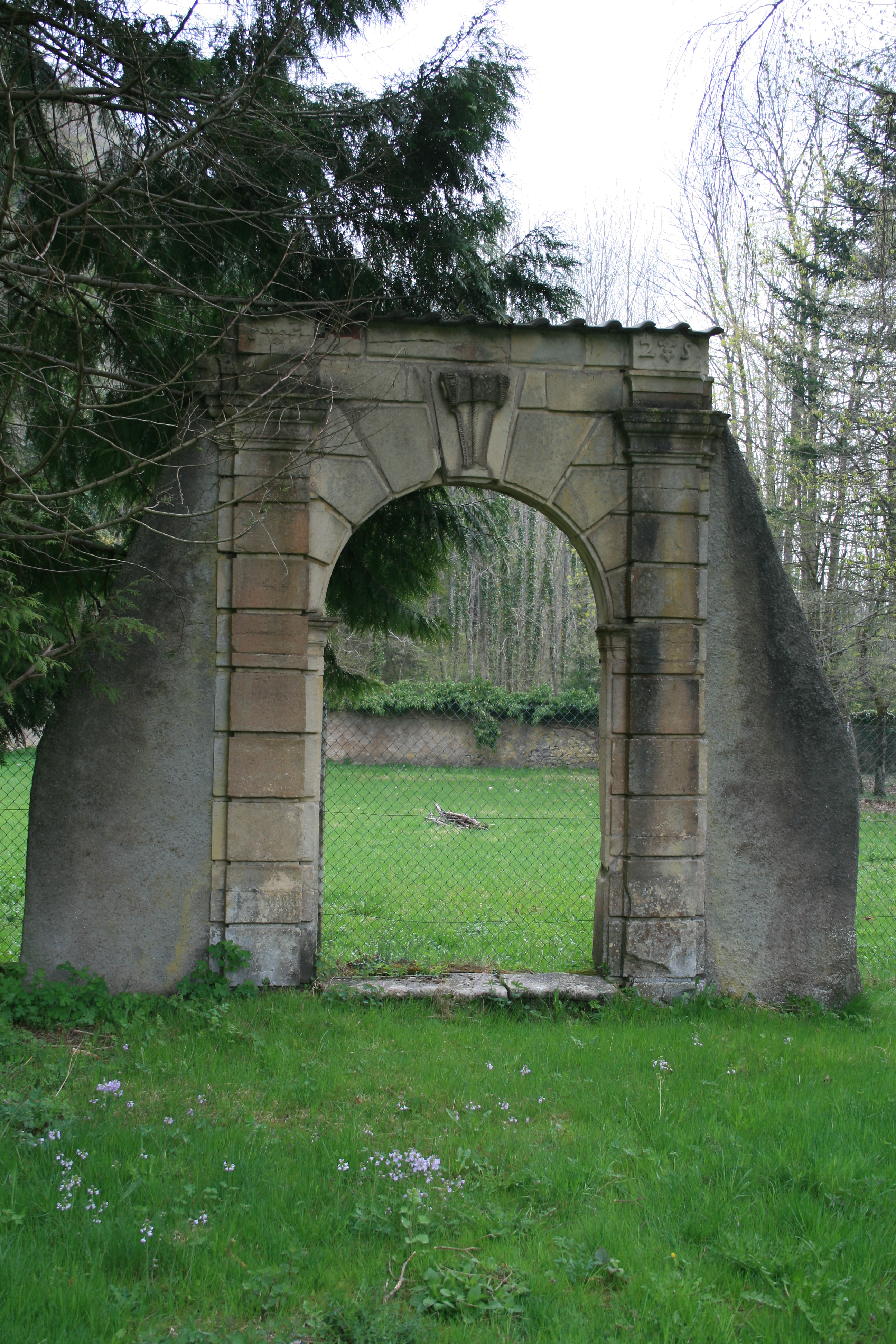
Erhaltener Torbogen auf dem Klostergelände

Die ersten Mönche kamen aus der Franche-Comté oder aus dem Burgund, später immer mehr aus der näheren Umgebung. Bis zur Mitte des 14. Jahrhunderts waren die Mönche Adlige, ab 1387 waren hingegen alle Äbte mit einer Ausnahme Nichtadlige. Die Mönche und Äbte kamen aus dem Sundgau und anderen oberelsässischen Regionen, aus dem Fürstbistum, aus der Region Delle und auch weiter entfernt liegenden Gegenden. Auch nach 1648 kamen die Mönche von beiden Seiten der Grenze, waren also sowohl «Subjekte» des französischen Königs als auch solche des Bischofs in Porrentruy. Die meisten Novizen kamen aus dem Fürstbistum, doch das Verbot der Aufnahme von Ausländern 1774 sorgte dafür, dass 1789 von den 47 Mönchen 30 aus dem Elsass kamen.
Ein Drittel der Mönche lebte nicht im Kloster, sondern in Lützeler Prioraten oder Pfarreien. Die Höchstzahl an Mönchen hatte Lützel um 1200 mit etwa 200. Später sank sie ab bis unter 30, zum Zeitpunkt der Auflösung hatte Lützel noch 50 Mönche.
Um 1630 bildete Lützel einige Mönchskolonien, die bei der Restauration diverser säkularisierter Abteien mitwirkten. Es handelte sich dabei um die Klöster Eußertal, Maulbronn, Rittershausen und Ottersberg.
Das Kloster Lützel hatte insgesamt 46 Äbte. Für eine vollständige Äbteliste siehe Geschichte des Klosters Lützel#Liste der Äbte.

## Rechte und Besitzungen
Vergleiche ergänzend dazu Geschichte des Klosters Lützel#Liste der Rechte und Besitzungen

### Allgemeines
Die Lützeler Besitzungen und Rechte bestanden vor allem aus diversen herrschaftlichen Rechten (und daraus abgeleiteten Bündnissen mit Städten), Grundbesitz, Prioraten, Zisterzienserinnenabteien, Pfarreien und Stadthöfen.
Zu seinen Besitztümern kam Lützel vor allem durch zahlreiche Schenkungen, später spielten auch Tausch- und Kaufgeschäfte eine Rolle. Das Kloster hatte in dem geschlossenen Territorium, das sich um die Abtei herum entwickelt hatte, umfassende, aber ab 1271/1324 wohl keine landesherrlichen Rechte inne. 1526 wurde das Löwenburger Territorium Teil dieses kleinen Klostergebietes. Lützel hatte unter anderem das Asylrecht inne. Unter Abt Christian (12. Jh.) wurde die Abtei vom Zehnt, den es für seine Güter im Bistum Basel an dasselbe abzuliefern hatte, befreit.
Ausserhalb dieses unmittelbaren Territoriums hatte Lützel zahlreiche weitere Rechte und Güter erworben, vor allem Streubesitz in mehr als 150 Orten. Diese zusätzlichen Besitzungen und Rechte waren um 1200 zu 17 Domänen oder Grangien gruppiert. Lützel war nach der Fürstabtei Murbach die begüterste Abtei im Elsass. Im 18. Jahrhundert trug der Abt den Titel eines Herrn von Lutterbach, Rheintal (bei Müllheim) und Löwenburg; in diesen Herrschaften besass die Abtei die niedere Gerichtsbarkeit. Burgrechtsverbindungen bestanden unter anderem zu den Städten Basel und Mülhausen.

### Priorate
Priorate waren Aussenstellen des Klosters, der dem Priorat vorstehende Prior ein Mönch des Lützeler Konvents. Bei manchen der Priorate handelte es sich um übernommene Nonnenklöster (vgl. Kapitel Zugeordnete Zisterzienserinnenabteien).
Die als Priorate eingerichteten Nonnenklöster sind Blotzheim, St. Appolinaris (Michelbach-le-Haut), Klösterli (bei Kleinlützel) und Rheintal (bei Müllheim (Baden)).
Die übrigen Priorate befanden sich in Birlingen, Ensisheim, Kientzheim, Löwenburg JU (kein Priorat im eigentlichen Sinn), Lutterbach, Miserez und Schlierbach.

### Zugeordnete Zisterzienserinnenabteien
Mehrere Zisterzienserinnenabteien wurden Lützel unterstellt. Von manchen Autoren werden sie ebenfalls als Tochterabteien angesehen. Es handelte sich aber nicht um vom Männerkloster Lützel ausgehende Gründungen (Filiationen).
Folgende Zisterzienserinnenabteien waren Lützel unterstellt: Besear (unklar), Battans (unklar), Engental (bei Muttenz, seit 1460), Marienau (bei Breisach), Michelfelden, Olsberg (seit etwa 1235), Rathausen (bei Luzern, seit 1260/1261, Rechte 1266 an St. Urban abgetreten), Steinen (Schweiz, seit 1266) und Wurmsbach (seit 1260/1261, Rechte 1266 an St. Urban abgetreten).
An Olsberg, Rathausen, Wurmsbach, Steinen und Engental hatte das Generalkapitel der Zisterzienser der Abtei Lützel die „Vaterschaftsrechte“ übertragen.

### Pfarreien
In den von der Abtei abhängigen Pfarreien hatte Lützel unterschiedliche Rechte. Das Recht der Kollatur berechtigte Lützel dazu, einen Pfarrer vorzuschlagen. In den inkorporierten Pfarreien war die Pfarrei Teil des Konvents, Pfarrer war dann ein Mönch Lützels. Etwa 15 bis 30 Pfarreien, sowohl im Elsass als auch in der heutigen Schweiz, waren in dieser oder jener Form an Lützel gebunden.

### Stadthöfe
Lützel war in mehreren Orten mit sogenannten Stadthöfen präsent. Diese Orte sind Altkirch, Basel, Cernay (Sennheim, die Gebäude des Hofes existieren noch und finden sich an der Strasse nach Uffholtz), Ferrette (Pfirt), Herrlisheim (keine Stadt, bei Colmar), Mülhausen (der Hof befand sich in der Rue de Lucelle, Hausnummer 1), Porrentruy und Rouffach.

## Klostergebäude und -anlagen bis zur Aufhebung 1792

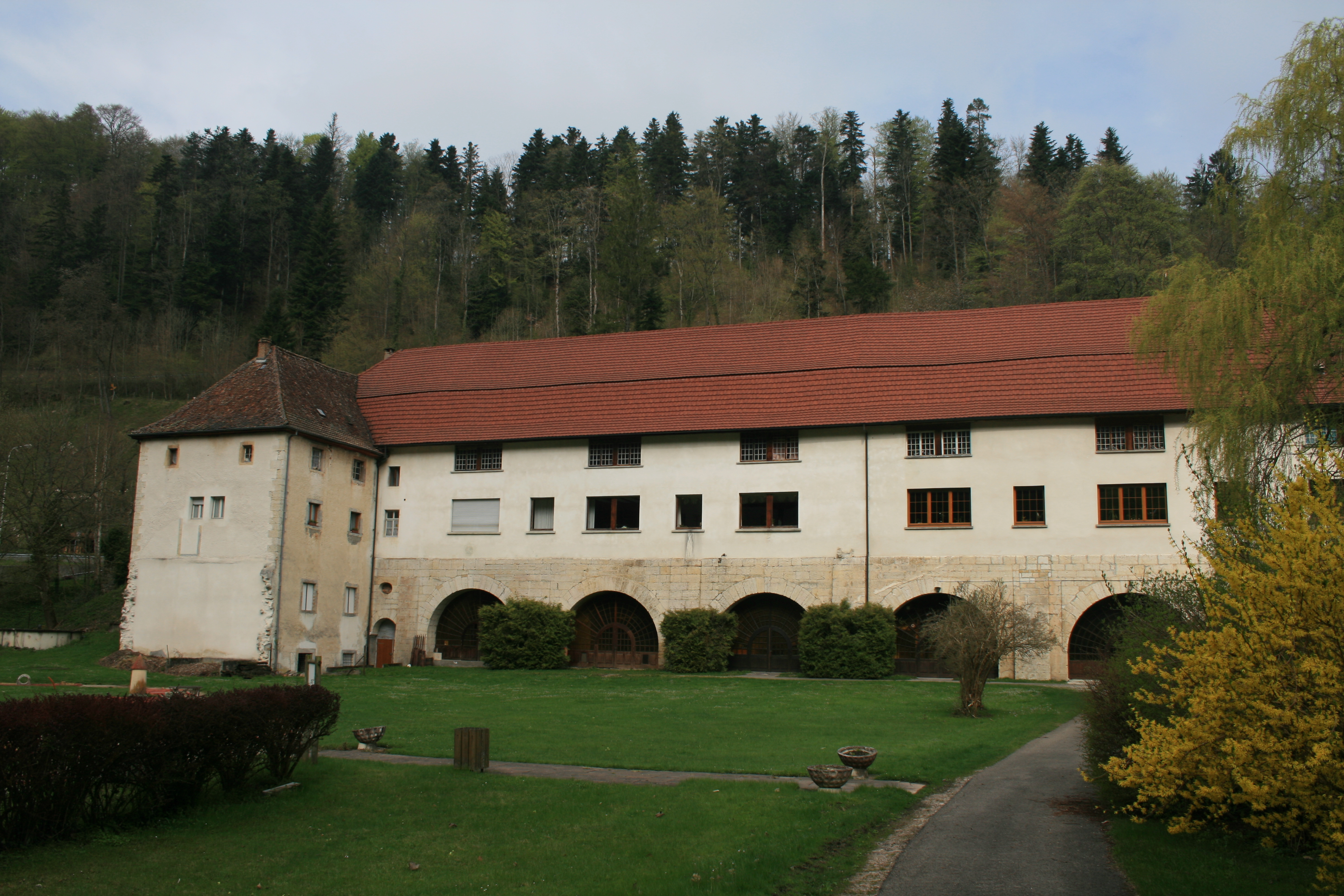
Ehemaliges Klostergebäude auf französischer Seite (eventuell die ehemalige Kellerei)

Die Klostergebäude waren wiederholt geplündert und durch Krieg oder Feuer zerstört worden: 1375 durch die Gugler, 1499 durch die Eidgenossen, 1524 oder 1525 im Bauernkrieg, 1638 im Dreissigjährigen Krieg und 1699 durch Brand. Nach dem Grossbrand von 1699 wurde von 1703 bis 1730 eine neue Abtei gebaut.
Die wichtigsten Gebäude und Anlagen des Lützeler Klosterkomplexes waren:
- Klosterkirche: Der erste Bau der Abteikirche war romanischen Stils und wurde 1340 durch ein Erdbeben beschädigt. Der gotische Neubau wurde 1346 geweiht. Anfang des 18. Jahrhunderts erfolgte eine barocke Ausstattung.[31] Dreischiffige Anlage, Turm zwischen Schiff und Transsept.
- Konventsgebäude («Kloster»): Gebaut als Fortsetzung der Westfront der Klosterkirche, grenzte an das Abtsgebäude. Die Hauptfront war nach Süden gerichtet. Aus den 64 durch einen Gang verbundenen Klosterzellen konnte man die Lützel und die gegenüberliegenden Waldhänge sehen. Im Erdgeschoss lagen Refektorium, Küchen, Kapitelsaal und Erholungsraum, im ersten Stock Krankensaal, Kleiderraum und Bibliothek. Unter dem Konventsgebäude befanden sich umfangreiche Weinkeller.
- Abtsgebäude: Das dreistöckige Gebäude war an das Kirchenportal angebaut und umfasste Abtswohnung (drei Zimmer), Kanzlei und andere Verwaltungsräume, Zimmer und Speisesaal für Gäste sowie Kellergewölbe.
- Kellerei (auch «Grosskellerei»): Wohnort der Mönche vor dem Bau des Konventgebäudes. Dann Wohnort für den Küchenmeister, den Grosskellereimeister, Frauen und Gäste. Im 19. Jahrhundert Direktorenhaus der Giesserei.
- Fremdenhaus
- Dienerhaus: zwei durch eine Küche getrennte Bereiche für Mägde und Knechte, zwei Refektorien. Arbeitsplatz des Apothekers und der Wagner und Küfer.
- Komplex mit Wirtschaftsgebäuden und Innenhof: beinhaltete Scheunen, Stallungen für die bekannte Pferdezucht, Garagen, Schmiede, Taubenschlag, Hühnerkäfig, Müller, Bäckerei, Metzgerei, Gerberei und Wäscherei.
- Lützelsee: versorgte die Betriebe in den Wirtschaftsgebäuden und diente der Fischzucht.
- Brunnen: vor dem Konventsgebäude
- Blumengarten: zwischen Konventsgebäude und Lützel. 1715 wurde für den Garten ein Hügel abgetragen. Trug auch Feigen- und Orangenbäume. Im Süden befand sich eine Allee, im Norden eine breite Terrasse mit Obstgarten.
- Orangerie: 1725 an einer Seite des Blumengartens gebaut. Wohnort des Gärtners und seiner Gehilfen.
- Klostermauer: umgab den Klosterbezirk
- Pruntruter Tor: Neben dem Haupttor befand sich eine kleinere Fussgängertür. Der Torbau beinhaltete Wohnungen für Schuster und Pförtner, letzterer gab am Tor die Almosen aus.
- Delsberger Tor: Von hier führten zwei Wege ab, der eine als Allee am Lützelsee entlang zur Ziegelei, der andere zum Pleenhof. In der Nähe liegt die Benediktshöhle.
- Klosterwirtschaft: Die Wirtschaft lag am Pruntruter Tor, ausserhalb der Klostermauer.
- Kapelle: Am Pruntruter Weg, 1325 geweiht, an der Bernardusquelle.
- Arbeiterfriedhof: Der Friedhof lag oberhalb der Kapelle, am Pruntruter Weg.
- Höfe: (Gross-)Scholis, Plennhof, Glashütte, Pfaffenloch, Kohlberg, Richterstuhl, Meierlis, Steinboden
- Ziegelei: Die Ziegelei wurde 1690 gegründet und lag in der Nähe des Lützelsees.
- Einsiedelei Ziegelmatte

## Nachgeschichte
Ende Oktober 1792 begann die Versteigerung von Mobiliar, Werkstätten und landwirtschaftlicher Geräte. Was die Regierungsagenten nicht erfassten, wurde mitgenommen oder vernichtet. Im Klosterhof wurden Bilder verbrannt. 1796 kaufte ein ehemaliger Lützeler Mönch, Joseph Bruat, die Abteigebäude.

Stilisierte Lützeler Klosterkirche auf dem Wappen der französischen Gemeinde Lucelle

Nach der Liquidation aller Güter, etwa zwischen 1792 und 1796, wurde der französische Teil des ehemaligen Klostergebietes zum Gemeindegebiet einer neuen politischen Gemeinde, der noch heute existierenden Gemeinde Lucelle. Der Klosterfriedhof wurde Begräbnisstätte der Gemeindebewohner, obwohl sie zur Pfarrei Winkel gehörten. Der fürstbischöfliche Teil wurde den Gemarkungen der Gemeinden Pleigne, Charmoille und Bourrignon zugeschlagen. Ein kleiner Zipfel im Westen, um Mont Lucelle, kam zu Charmoille. Ein weiterer kleiner Teil kam zu Bourrignon (Le Moulin und Combe Juré / Combe Girard). Der überwiegende Teil fiel an Pleigne, die Zahl der Pleigner Aussensiedlungen erhöhte sich damals von 2 (Hof und Mühle von Forme) auf 12. Die Verteilung des heute schweizerischen Teils des Lützeler Territoriums erfolgte vielleicht erst nach dem Übergang an den Kanton Bern (1815).
Das Löwenburger Territorium zerbrach 1792 in seine Hofgüter. 1815 fielen die löwenburgischen Gebiete nördlich der Lützel an Frankreich, Löwenburg wurde auf das heutige Hofgut reduziert. Die bereits etwa seit Mitte des 18. Jahrhunderts existierende Bürgergemeinde Löwenburg bestand bis zur Mitte des 20. Jahrhunderts fort, obwohl dort zu diesem Zeitpunkt keine Bürger mehr wohnten. Schulisch gehörte Löwenburg zu Ederswiler.
1801 wurden die Klostergebäude an drei Schmiede verkauft. Die Kirche (1804?) und andere Gebäude wurden abgetragen, aus ihren Steinen wurde eine Eisenhütte und eine Giesserei erbaut. Nicht abgetragen wurden das Konventgebäude (in ihm wohnten seit 1793 Handwerker und Arbeiter), die Kellerei mit Nebenbau, ein Gebäudekomplex aus Hauptgebäude und zwei Flügelbauten (in dem Stallungen, Heubühne, Mühle, Bäckerei, Metzgerei, Gerberei, Arbeiter- und Knechtswohnungen untergebracht waren) und das Fremdenhaus mit seinen Nebengebäuden. Unversehrt blieben auch die Orangerie und die Gärten. 1824 wurden die Klostergebäude, die neu gebauten Fabriken und die Eisenhütten von St-Pierre an die Paravicini verkauft.

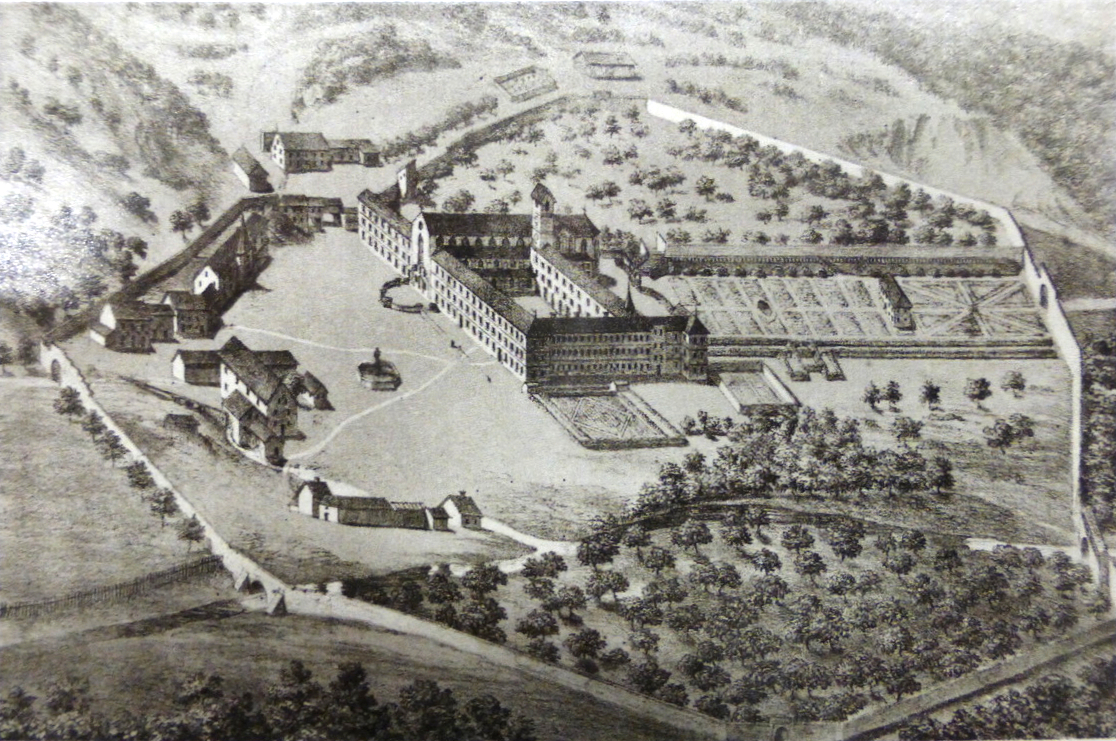
Kloster um 1750, gotische Kirche ohne Strebebögem, aber mit Glockenturm, ein nach 1708 eingerichteter Lustgarten

Die Gemeinde Lucelle wurde nun ein wichtiger Lieferant von Eisen für die französische Waffenproduktion, ihr starker industrieller Besatz zeigte sich in den Einwohnerzahlen: um 1820 280 Einwohner, um 1835 320 Einwohner; drei Viertel der Bevölkerung waren Handwerker und Arbeiter. Um 1850 gab es in Lucelle und St-Pierre je einen Hochofen, die Erze dafür stammten von beiden Seiten der Grenze.
Nach etwa 1860 kam es zum Niedergang der Industrie, 1883 wurden die letzten verbliebenen Einrichtungen geschlossen, später abgetragen. Die Anlagen der L. Paravicini-Eisenwerke (1817–1870), des „Eisenkönigs von Lucelle“ mussten 1883 von Emanuel Leonhard Paravicini, dem Vater von Mathilde Paravicini, wegen finanziellen Schwierigkeiten an die Gesellschaft der von Roll’schen Eisenwerke verkauft werden. Damit gelangten die berühmten Gussmodelle der Gestellkachelöfen „Lucelle“ an deren Eisengiesserei Klus in Balsthal, die ihre Abteilung Ofenguss erweiterte und die beliebten Zopfleistengestelle unter eigenem Namen in der ganzen Schweiz vertrieb.
Die Kloster- und Fabrikgebäude wurden an die Familie Schwartz verkauft. 1865 hatte es noch 286 gegeben, 1905 nur noch 120 Einwohner. Holzhandel und Beherbergungswesen begannen zu dominieren. 1896 erfolgte auf Schweizer Seite ein Hotelbau. Die verbliebenen Klostergebäude zerfielen. Ein geplantes Eisenbahnprojekt durch Lützel (Laufen-Porrentruy) wurde nicht umgesetzt. 1954 fiel der Pavillon des Abts Delfis einem Brand zum Opfer.
Inwieweit auf den Gehöften des Lützeler und Löwenburger Territoriums während der Klosterzeit bestimmte Sprachen dominierten, ist offen. Im 18. Jahrhundert übernahmen Täufer aus dem Emmental viele Einzelhöfe im Lützeltal, einschliesslich Höfe der Abtei auf beiden Seiten der Lützel; teilweise sind sie noch heute dort anwesend. Auf den Gehöften der Region kann es zu Sprachwechseln kommen, diese treten meist 2 bis 3 Generationen nach einer Hofübernahme ein.
Nach Bienz/Galluser verlief die Sprachgrenze Mitte des 20. Jahrhunderts folgendermassen durch den schweizerischen Teil des ehemaligen Lützeler Territoriums: die Höfe Löwenburg, Moulin Neuf (Neumühle) und Derrie-le-Tchété (Hinterschloss) als Teil des geschlossenen dt. Sprachraums und das Gehöft Selle au Roi (Richterstuhl) als deutschsprachige Exklave.

## Gegenwart

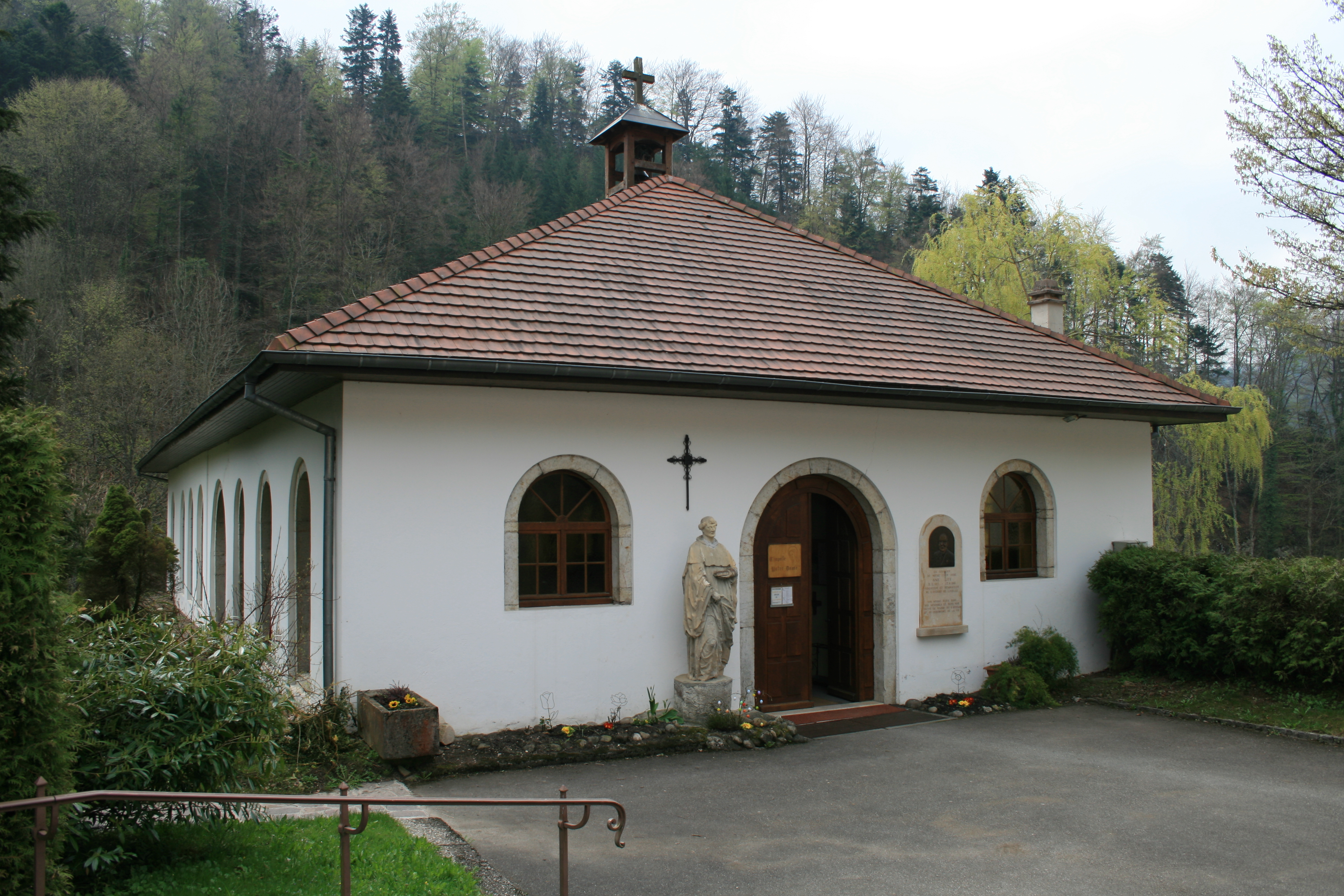
Die 1960 eingeweihte, von Eugène Renggli konzipierte Kapelle Notre-Dame

1936 hatten sich im Hotel der Schweizer Seite Nonnen aus St. Katharina in Basel niedergelassen, die das Gebäude als Schule nutzten und 1955 in eine Familienpension umwandelten. 1960 wurde vor der Pension die von Eugène Renggli konzipierte Kapelle Notre-Dame eingeweiht. In Mülhausen wurde 1960 die Gesellschaft «Jeunesse et Famille» gegründet, die das französische Klostergelände im Herbst des gleichen Jahres vom Straßburger Arzt Schwartz erwarb. Die Gesellschaft begann noch 1960 mit Restaurierungsarbeiten, im Rahmen derer auch archäologische Massnahmen erfolgten (Freilegung der Kirchenfundamente u. a.). 1961 eröffnete diese Gesellschaft ein Familienheim und ein Ferienzentrum für Schüler in Lützel (heute «Centre Europeen de Rencontres Lucelle», kurz «CERL»). Aufgrund der Eigenschaft als grenzüberschreitende geschlossene Siedlungsfläche bilden das französische Lucelle und das schweizerische Lucelle eine kleine Agglomeration.
Von den ehemaligen Klostergebäuden waren laut Stintzi um 1960 noch folgende Bauten erhalten: Herrenhaus (Kellerei?), Fremdenhaus, Wirtschaftsgebäude, Torbogen und Brunnen. Die Gartenanlagen seien noch zu erkennen gewesen.
Zahlreiche Gegenstände des Klosters kamen in andere Orte und haben sich dort erhalten. Diese Gegenstände stammen nicht nur, aber vor allem aus der Anfang des 19. Jahrhunderts abgetragenen Abteikirche:
- Abtei Oelenberg: Kunstwerke aus dem Kloster (Reliquienschreine, Gemälde)
- Museum Basel: Mutter-Gottes-Statue
- Kirche Bouxwiller: zwei Seitenaltäre, beide mit Reliquien
- Dannemarie: Monstranz (eventuell aus Lützel)
- Delle: Gitter (Hofgitter des Schwesternhauses)
- Hof Les Ebourbettes (Gemeinde Oberlarg): Treppenrampe des 18. Jahrhunderts
- Fresse (Haute-Saône): Kanzel
- Hagenbach?: Altar, vermutlich im Ersten Weltkrieg zerstört
- Kirche Koestlach: Hochaltar, zwei Statuen
- Miserez: Mutter-Gottes-Statue
- Morschwiller-le-Bas: Reliquien
- Oberlarg: Reliquien
- Abteikirche Ottmarsheim: Teile der Orgel
- Kirche St-Pierre Porrentruy: Reliquienkreuz, barocke Madonna
- Raedersdorf: Kirchenportal, Teile der Orgel, Chorgestühl, drei Statuen, Kerzenträger
- Pfarrkirche von Reiningue: Kunstwerke aus dem Kloster (Reliquienschreine, Gemälde)
- Kirche Winkel: zwei Altäre, Reliquien

## Zeittafel
| Datum           | Ereignis |
| --------------- | --- |
| Urgeschichte    | Aufgrund des Anpralls des afrikanischen Platte Bildung der Alpen und des Faltenjuras. Aufgrund der Hebung der Gegend zwischen Paris und Böhmen Bildung des späteren Oberrheingrabens, Grabensystem auch im Bereich Rhône-Saône, Verbindung durch heutige Burgundische Pforte. |
| 58 v. – 476 n.  | Römerzeit, Christianisierung, Diözesanabgrenzung Bistum Basel – Erzbistum Besançon. |
| 5. Jahrhundert  | Vordringen der Alemannen über Oberrhein und Hochrhein Richtung Elsass, Jura, Mittelland. Ausbildung eines burgundisch-alemannischen Grenzsaums |
| 6. Jahrhundert  | Burgund und Alemannien ans Frankenreich |
| 7. Jahrhundert  | Möglicherweise Ausbildung der Gemeindeterritorien. Unklare Stellung des Elsass. |
| 8. Jahrhundert  | Gliederung des Frankenreichs in Gaugrafschaften: alemannisch-elsässischer Sundgau vermutlich mit Basel über den Jura bis zur Aare; burgundischer Elsgau (Ajoie) |
| 9. Jahrhundert  | 888 Königreich Hochburgund mit Jura und Basel, 917 osfränkisches Herzogtum Schwaben mit Elsass |
| 10. Jahrhundert | 933/948 Königreich Burgund inklusive der Burgundischen Pforte |
| 11. Jahrhundert | 1033 Königreich Burgund nominell ans Kaiserreich, Transjuranien mit Sornegau zähringischer Machtbereich, Grafschaft Burgund mit Ajoie weitgehend selbständig |
| 12. Jahrhundert | Vordringen burgundischer Adliger in den Jura, Grafen von Montfaucon im Besitz von Gebieten um Lützel |
| 1123/1124       | Vermutlich in einer dieser beiden Jahre Stiftung des Klosters Lützel durch drei Grafen von Montfaucon, danach erscheint Lützel als Teil der Grafschaft Pfirt |
| 1128–1138, 1195 | sieben Filiationen |
| 1136/1139/1147  | Datum erhaltener Bestätigungsurkunden |
| 12.–13. Jahrh.  | erster Ausbau des Territoriums, Höfe Scholis, Oberlümschwiler und Pleenhof |
| 1180 ca.        | Habsburg im Besitz der Schirmvogtei über Lützel |
| 1180            | Befreiung von der Zehntpflicht |
| 1194            | Befreiung von der bischöflichen Gerichtsbarkeit |
| 1200 ca.        | der Lützeler Streubesitz ist in 17 Grangien organisiert |
| 1259            | Befreiung von den gräflichen Steuern |
| 1270–1278       | Ajoie und Sornegau an Bischof von Basel, Lützelbach wird Grenzfluss |
| 1274            | Pfirt wird Lehen des Bistums Basel |
| 1324            | Pfirt fällt an Österreich |
| 1325            | Weihe der Kapelle am Pruntruter Weg |
| 1340            | Erdbeben |
| 1346            | Weihe der neuen gotischen Klosterkirche |
| 1375            | Verwüstung durch die Gugler |
| 15. Jahrhundert | Hof Baderschwiler (Bavelier) |
| 1499            | Verwüstung durch Eidgenossen |
| 1524 oder 1525  | Verwüstung im Bauernkrieg |
| 1526            | Erwerb des Territoriums Löwenburg |
| 16. Jahrhundert | Bischof von Basel verlegt seinen Sitz nach Porrentruy |
| 16. Jahrhundert | Verlust der 1194 gewährten Befreiung von der bischöflichen Gerichtsbarkeit |
| 16.–18. Jahrh.  | Gründung einiger Manufakturen, z. B. Metallindustrie in St. Peter (St-Pierre), 1690 Ziegelei am Lützelsee (Tuilerie) |
| 1600 ca.        | Bau der Kapelle St. Peter (St-Pierre) |
| 1624            | Beitritt zur Oberdeutschen Zisterzienserkongregation, Lützel zuständig für Helvetien, Elsass und Breisgau |
| 1630            | Lützeler Mönchskolonien in deutschen Abteien |
| 1632–1657       | Zerstreuung des Konvents |
| 1638            | Verwüstung durch Dreissigjährigen Krieg |
| 1648            | Österreichische Gebiete im Elsass an Frankreich |
| 1681            | Gutachten sieht Lützelbach als Grenze auch im Territorium Löwenburg |
| 1699            | Grossbrand |
| 1703–1730       | Wiederaufbau der Abtei, barocke Ausstattung der Klosterkirche |
| 18. Jahrhundert | Abt Herr von Lutterbach, Rheintal und Löwenburg |
| 1725            | Bau der Orangerie |
| 1757            | Verlegung der französisch-fürstbischöflichen Landesgrenze auf die Klostermauer |
| 1774            | Gebot französischer Mönche |
| 1789            | Beschlagnahmung der Güter, Erklärung zu «nationalem Eigentum» |
| 1792            | faktische Aufhebung der Abtei durch Verweis von Abt und Konvent (2. Oktober 1792) |
| 1792–1815       | Schicksal des fürstbischöflichen Teils Lützels: 1792 Raurakische Republik, 1793 Département Mont-Terrible (Frankreich), 1800 Département Haut-Rhin, 1815 Kanton Bern (Schweiz)                                                                                                |
| ?               | Gründung der Gemeinde Lucelle im französischen Teil des Klostergebietes, Verteilung der fürstbischöflichen Teile auf die Gemeinden Pleigne, Charmoille JU und Bourrignon |
| 1801            | Verkauf der Gebäude, danach Abbruch einiger Gebäude und Einrichtung von Fabriken |
| 1801–1860 ca.   | Lucelle ein Zentrum der französischen Eisenindustrie |
| 1883            | Schliessung des letzten Metallbetriebes, nun Schwerpunkt im Holzhandel und Beherbergungswesen |
| 1896            | Hotelbau auf Schweizer Seite |
| 1936            | Hotel wird von St. Katharina aus Basel übernommen |
| 1955            | ehemaliges Hotel wird Pension |
| 1960            | Ausgrabungen und Renovierungen, Kapelle Notre-Dame von Renggli |
| 1961            | Eröffnung von Familienheim und Ferienzentrum (heute «Centre Europeen de Rencontres Lucelle», kurz «CERL») |
| 1979            | Gründung des Kantons Jura |